# Luis Medina Barrón
Luis Gerónimo Medina Barrón fue un militar mexicano que participó en la Revolución mexicana. 
Nació en Jerez de García Salinas, Zacatecas, el 30 de septiembre de 1871, siendo hijo de Urbano Medina y de Josefa Barrón. Inició la carrera militar a los 17 años con el grado de subteniente de infantería. Muchos años militó en las fuerzas auxiliares del estado. Acompañó al gobernador Rafael Izábal durante la Guerra del Yaqui y en todas las expediciones que organizó en contra de los indios rebeldes. Ascendió a mayor y obtuvo el mando del 11.º Cuerpo Rural de la Federación. Se le señaló de haber sido el autor intelectual en un atentado contra el candidato presidencial Francisco I. Madero en enero de 1910.
Con el comienzo de la Revolución mexicana operó en la sierra de Chihuahua, combatiendo en Batopilas, Agua Prieta, con lo que ganó el ascenso a teniente coronel. Mandó posteriormente el 8.º Cuerpo Rural. Combatió a los zapatistas en Morelos en 1911 durante el gobierno de Francisco León de la Barra. Se encontraba en Teotihuacán durante los acontecimientos de la Decena Trágica y de igual modo fue conspirador contra el presidente Francisco I. Madero. Como brigadier volvió a Zacatecas en abril de 1913 con el mando de una brigada del Cuerpo Rural formada por los batallones 39 y 52, 400 voluntarios mexicanos, 150 de Xico y 2 baterías a combatir a la Revolución Constitucionalista, asistió a las batallas de Santa Rosa y Santa María en las que fueron derrotados los federales. Ascendió a general de Brigada.
El 20 de febrero de 1914 fue nombrado gobernador del estado de Zacatecas y en junio participó en la toma de Zacatecas. Durante los combates en Calera, su hermano Javier murió a manos de las fuerzas del general Pánfilo Natera. Luego de que rechazó a Pánfilo Natera, quien fue derrotado por el general Benjamín Argumedo, ganó el ascenso a divisionario; sin embargo, fue vencido y desalojado por la División del Norte de Francisco Villa. Con este motivo dirigió al general Victoriano Huerta el siguiente mensaje: "La plaza de Zacatecas cayó a sangre y fuego, aniquilando a toda la guarnición".
Entre 1917 y 1920 estuvo en armas contra Venustiano Carranza, incorporándose las fuerzas felicistas que operaban en Veracruz. Secundó el Plan de Agua Prieta y se le reconoció el grado de general de división. Sirvió varios años en el servicio consular mexicano. Falleció el 27 de abril de 1937 en la Ciudad de México. Fue sepultado en el Panteón Francés de la Piedad.